# Dimítris Sióvas
Dimítris Sióvas (en grec : Δημήτρης Σιόβας), né le 16 septembre 1988 à Dráma (Macédoine-Orientale-et-Thrace), est un footballeur international grec, évoluant au poste de défenseur et de milieu défensif à la SD Huesca.

## Biographie
Il a connu sa première sélection avec les A, le 17 novembre 2010, lors du match amical opposant la Grèce à l'Autriche mais n'entre en jeu pour la première fois en équipe nationale qu'à l'occasion d'un match face à la Norvège.
Il est titularisé pour la première fois le 16 octobre 2012, lors d'une rencontre comptant pour les éliminatoires de la Coupe du monde de football 2014 face à la Slovaquie (victoire de la Grèce 1-0).
Le 17 septembre 2020, Sióvas signe deux ans à la SD Huesca.
Sióvas est d'ores et déjà titularisé par Míchel trois jours plus tard contre Cádiz lors de la deuxième journée de Liga au El Alcoraz (défaite 0-1). Le 26 septembre, il marque un but de la tête qui permet à Huesca de revenir au score contre Valence (1-1).

## Palmarès
- Championnat de Grèce : 2013, 2014, 2015 et 2016
- Coupe de Grèce : 2013 et 2015